# Cemitério Judaico de Jestädt
O Cemitério Judaico de Jestädt (em alemão:  Jüdische Friedhof Jestädt) é um cemitério judaico em Jestädt, uma localidade da comunidade de Meinhard no distrito de Werra-Meißner em Hessen. O cemitério é um monumento cultural protegido por lei.

## Descrição
O cemitério está localizado ao norte de Jestädt na proximidade e ao leste da Motzenroder Straße, a cerca de 500 metros da saída da localidade. Estende-se paralelamente ao curso do vale e ao longo da linha das árvores. Existem cerca de 150 matzevas.

## História
O cemitério foi ocupado desde no mínimo 1642 até 1855. Um "Plano Histórico de 1780" mostra o cemitério em duas partes ortogonais entre si. Uma das partes é denominada Antigo Pátio dos Judeus Mortos ("Alter Juden-Todtenhoff"), e a outra parte como Pátio dos Judeus Mortos ("Juden Todten Hoff"). A parte antiga desapareceu sem deixar vestígios.